# Mátraballa
Mátraballa è un comune dell'Ungheria di 853 abitanti (dati 2001). È situato nella contea di Heves.